# Šiitizem
Šiitizem [šijitízəm] (arabsko شيعة, perzijsko شیعه) je manjša od obeh glavnih ločin islama, ki ji sledi nekje med 10 in 15 % muslimanov na svetu. V osnovi je verovanje zelo podobno drugi največji ločini, sunitizmu, od katerega se razlikuje zlasti po obravnavi nasledstva preroka Mohameda, iz česar so tekom zgodovine izšla politična, pa tudi teološka in pravna nesoglasja. Po šiitskem izročilu je Mohamed za naslednika imenoval svojega zeta in bratranca Alija, medtem ko je po prepričanju sunitov imenoval Abu Bakra, prvega kalifa. Šiiti interpretirajo Mohamedovo pridigo na Gadir-Kumu kot zapoved, da je imamat omejen na njegovo družino in krvne naslednike, a da je bil zaradi dogodkov tik po Mohamedovi smrti Aliju neupravičeno odrečen vodilni položaj takrat že znatne muslimanske skupnosti.
Šiit izvira iz arabske besede shi'i (شيعي.) in označuje podpornika Ehli Bejt in Ali ibn Abi Taliba (Imam Ali).
Po ocenah je na svetu med 154 in 200 milijoni šiitov, največ jih živi na Srednjem vzhodu. Države z večinsko šiitskim prebivalstvom so Iran, Irak, Bahrajn, Azerbajdžan in morda Jemen, od tega je v Iranu šiitizem državna religija, večje šiitske skupnosti pa živijo še v sosednjih državah regije.